# Farní sbor Českobratrské církve evangelické v Chvaleticích
Farní sbor Českobratrské církve evangelické v Chvaleticích je farním sborem Českobratrské církve evangelické v Chvaleticích. Sbor spadá pod Chrudimský seniorát.
Sbor není obsazen, administruje farář František Plecháček, kurátorem sboru je Milan Středa. 
Sbor byl založen roku 1782 jako kalvínský. V roce 2021 se očekává zánik sboru sloučením se sborem v Přelouči.

## Faráři sboru
- ThDr. Bohuslav Teplý (1947–1969)
- Adolf Ženatý (1976–1987)